# Médaille d'or de la chanson
La Médaille d'or de la chanson est un concours musical de Suisse.

## Déroulement
La manifestation se déroule chaque année, le dernier samedi du mois d'avril à Saignelégier. Ce concours valorise la chanson francophone, le jury attribuant des prix à de jeunes interprètes.

## Liste des médaillés
- 1968 : Denis Petermann
- 1969 : Monique Rossé
- 1970 : Chantal Schindelholz
- 1971 : Pierre-André Marchand
- 1972 : Guy Sansonnens
- 1973 : Georges Bolzli
- 1974 : Jean-Michel Bolzli
- 1975 : La Castou
- 1976 : Joëlle Gerber
- 1977 : Jésus Sacristain
- 1978 : Madeleine Magalhaes
- 1979 : Patrick Bitoune
- 1980 : Catherine Giamberini
- 1981 : Le Bel'Hubert
- 1982 : David Schulthess
- 1983 : Philippe Maître
- 1984 : Jean-Michel Borgeat
- 1985 : Romaine
- 1986 : Francis
- 1987 : Mildred Aubry
- 1988 : Vincent Vallat
- 1989 : Francis Charmillot
- 1990 : Serge Cosandai
- 1991 : Claude Delabays
- 1992 : Angel Girones
- 1993 : Vincent-Georges Martorell
- 1994 : Yann Lambiel
- 1995 : Pascal Chenu
- 1996 : Lauranne
- 1997 : Jean-Marie Vallas
- 1998 : J. Bevilacqua et J.-P. Cottier
- 1999 : Brigitte Renaud
- 2000 : Michel Jeanneret
- 2001 : Urbancy
- 2002 : Carine Tripet
- 2003 : Jean-Pierre Robert
- 2004 : Des Gens T
- 2005 : Anaïs Kaël
- 2006 : Kijango Fox
- 2007 : L'Homme Hareng Nu
- 2008 : L'Escouade
- 2009 : Marine Futin
- 2010 : Aliose
- 2011 : Yvan Cujious
- 2012 : zédrus
- 2013 : Iaross
- 2014 : Horla
- 2015 : From&Ziel
- 2016 : Boule
- 2017 : ViCTORiA LuD